# Афера доктора Нока
Афера доктора Нока (фр. Knock) — французская трагикомедия режиссёра Лоррэйн Леви, основанная на сатирическом романе драматурга Жюля Ромена «Нок, или Чудеса медицины». Мировая премьера состоялась 18 октября 2017 года, в России — 9 ноября 2017 года.

## Сюжет
Франция, 1950-е годы, городок Сен-Морис. Бывший картёжник и неисправимый аферист, Нок (Омар Си) решил изменить свою судьбу, и в результате счастливого стечения обстоятельств получил хорошее медицинское образование. Заменив в маленьком горном селе Сен-Морис старого врача, Нок намеревается сколотить состояние на своей новой должности. Нок, владея мастерством убеждения и сумасшедшей фантазией, без труда находит для каждого и соответствующий диагноз, и способ лечения. Благодаря необычайной харизме, новый врач внушает доверие и быстро приобретает популярность. Но общая любовь провоцирует зависть некоторых жителей, в том числе и тех, кто может кое-что узнать и рассказать про преступное прошлое нового доктора.

## В ролях
| Актёр           | Роль               |
| --------------- | ------------------ |
| Омар Си         | Нок                |
| Ана Жирардо     | Адель              |
| Алекс Лютц      | сельский священник |
| Сабина Азема    | Ла Кук             |
| Паскаль Элбе    | Лански             |
| Одри Дана       | мадам Муске        |
| Мишель Вюйермоз | мосье Муске        |
| Элен Венсан     | вдова Понс         |
| Андреа Ферреоль | мадам Реми         |
| Рюфюс           | старый Жюль        |
| Николя Марье    | доктор Парпалайд   |
| Ив Пиньо        | мэр                |